# Horst (Spessart)
Der Horst ist ein 539,6 m ü. NHN hoher Berg im Naturpark Hessischer Spessart im Stadtgebiet von Bad Orb im Main-Kinzig-Kreis, etwa vier Kilometer südöstlich des Stadtzentrums. Er ist die höchste Erhebung in der Gemarkung Bad Orb und der höchste Berg im Orber Reisig, einem Höhenzug im nördlichen Spessart zwischen Bad Orb und dem Jossgrund. Dennoch ist der Horst eine wenig ausgeprägte Berggestalt, die sich nur geringfügig über ihre Umgebung erhebt.

## Geografie und Landschaft
Der Horst ist mit dichtem Fichtenwald bestanden; zum Gipfel hin bilden Farne und Fingerhüte die Bodenvegetation. Ein wichtiges Erkennungsmerkmal sind die zwei baugleichen Antennenanlagen sowie ein Hinweisschild „Horst, 540 m“ auf dem Gipfel, der andernfalls schwer zu identifizieren wäre. Der Horst bietet lediglich von einer Lichtung knapp südlich des Gipfels eine teilweise Aussicht in die Höhenzüge des bayerischen Spessarts hinein.

## Zugang / Infrastruktur
Über verschiedene Wanderwege des Spessartbundes ist der Horst zugänglich:
- Von Bad Orb durch den Bremer Grund oder durch das Kurze Tal (steiler Anstieg),
- von Bad Orb über den Pfarrküppel (461 m), Bieberhütte und Bieberhöhe,
- von Villbach vorbei am Golfplatz Bad Orb-Jossgrund,
- von Bieber oder Kassel in den oberen Kasselgrund, Aufstieg dann via Jägerskreuz, Bieberhütte und Bieberhöhe.

## Karte
- Bad Orb Wanderkarte 1:30.000, hrsg. von der Kurdirektion Bad Orb, 2002